# Конысское нефтегазоконденсатное месторождение
Конысское нефтегазоконденсатное месторождение — расположено в 150 км северо-запада города Кызылорда, в 140 км севера поселка Теренозек Сырдариинского района Кызылординской области. В 1986—88 обнаружено методом сейсмической разведки, открыто в 1990. Общая высотность нефтяного слоя 30 м, высота газового слоя 45 м. Толщина эффективного и насыщенного нефтью слоя 32,2 м; толщина насыщенного газом слоя 25 м. Коэффициент насыщенности нефтью 0,68; коэффициент насыщенности газом 0,65. Давление насыщенности 9,58 МПа. Нефть легкая, плотность 0,83 г/см3, содержание серы незначительное 0,16— 1,09 %, парафина 12—15 %, древесной смолы 9,3—10,72 %. Начальное давление слоя 11,2—11,35 МПа, температуpa 56°С.